# Sjukdomsvinst
Sjukdomsvinst' betecknar, enligt psykodynamisk psykoterapi de fördelar som en person kan åtnjuta på grund av ett sjukdomstillstånd.
- Primär sjukdomsvinst är den vinst som uppstår när neurotiska störningar, ex tvångssyndrom, minskar personens ångest.[1]

- Sekundär sjukdomsvinst är den vinst en person kan uppfatta när den får kontroll över personer i omgivningen i form av uppmärksamhet, sympati, hjälp och kanske ekonomiskt bistånd på grund av sitt sjukdomstillstånd.[2]